# Kanton Dijon-8
Kanton Dijon-8 (francouzsky Canton de Dijon-8) je francouzský kanton v departementu Côte-d'Or v regionu Burgundsko. Tvoří ho pouze část města Dijon.